# Julia Bamberg
Julia Bamberg (* 12. April 1983 in Singen (Hohentwiel)) ist eine deutsche Hörfunkmoderatorin.

## Leben
Bamberg wuchs in Singen (Hohentwiel) in Baden-Württemberg auf und legte 2002 am Friedrich-Wöhler-Gymnasium ihr Abitur ab. Danach studierte sie an der Universität Hildesheim internationales Informationsmanagement und schloss das Studium 2008 mit einem Magister artium ab.

## Werdegang
Nach mehreren Praktika bei verschiedenen Hörfunksendern absolvierte Bamberg ab Mai 2010 ein Volontariat im Regionalstudio Braunschweig bei radio ffn, welches sie 2012 erfolgreich beendete. Von Mai 2012 bis Ende Juli 2012 übernahm sie die Moderation der Nacht bei radio ffn, bis sie schließlich ab September 2012 bei ffn am Abend eingesetzt wurde.
Im Rahmen der frisch, frischer neuer Show (zwischen 20 und 21 Uhr) hat Bamberg mehrere Künstler interviewt, darunter Maroon 5 und The Edge, Gitarrist der irischen Band U2.
Am 3. September 2015 gewann Bamberg den Deutschen Radiopreis in der neu gegründeten Kategorie Bester Newcomer. Die Laudatio wurde von Sandra Maischberger gehalten.
Von Januar 2016 bis April 2024 arbeitete Bamberg in Bremen bei Bremen Vier. Sie moderierte dort im Wechsel von Montag bis Freitag die Sendungen Läuft und Spätschicht.
Seit 2024 moderiert Julia Bamberg bei Deutschlandfunk Kultur die Sendung Studio 9 im Wechsel mit Dieter Kassel, Stephan Karkowsky und Ramona Westhof.

## Auszeichnungen
- Deutscher Radiopreis 2015 in der Kategorie Bester Newcomer

## Trivia
Privat ist Julia Bamberg Teil eines Gaming Channels namens „Die Optische Enttäuschung“ und des queer-feministischen Podcasts „Die Akustische Enttäuschung“.